# Beyond Re-Animator
Beyond Re-Animator es una película española estrenada en el 2003, dirigida por Brian Yuzna, protagonizada por Jeffrey Combs, Jason Barry, Simón Andreu, Elsa Pataky y Santiago Segura. Es la tercera película que se hace acerca de re-animator.
Aunque la película fue producida independientemente, fue estrenada en el canal Sci-Fi, el cual compró los derechos para presentarla a su público y su clasificación se redujo a TV-PG. Posteriormente salió un DVD y fue presentada al público también como un teatral en los Estados Unidos.

## Argumento
Durante los últimos 13 años, el Dr. Herbert West (Jeffrey Combs) ha estado en prisión custodiado por uno de sus zombis.  Utilizando los pocos suministros médicos que quedan en la prisión, el Dr. West ha estado realizando experimentos con las ratas que se encuentra en el lugar encontrando así un elemento clave en el proceso de reanimación. 
Luego de esto, el Dr. Howard Phillips (Jason Barry); hermano de la chica que asesinaron, llega a trabajar a la prisión junto con West con el fin de ayudarlo a seguir con sus experimentos. Mientras esto ocurre Phillips se consigue una novia periodista llamada Laura Olney.
Durante los experimentos, el Dr. West ha descubierto la NPE (Nano –Plasmic Energy, o energía nanoplásmica), que puede ser extraída del cerebro de un ser vivo mediante un proceso de electrificación que permite condensarla en una cápsula del tamaño de un bombillo. Para su utilización la cápsula debe ser conectada al ser muerto quien al tener conexión con la energía revive recuperando su memoria, habilidades y funciones motoras.  Uno de los guardias que custodian la prisión se da cuenta de los experimentos y es asesinado y re-animado. El Dr. Howard decide intentar con cerebro de rata y al utilizarlo en el alcalde de la prisión causa efectos secundarios.  Durante el motín presentado por el caos en el que se ha convertido la prisión, la periodista Laura, novia del Dr. Phillips muere y el Dr. West se escapa de la prisión y decide continuar con su experimento.

## Elenco
- Jeffrey Combs  es el Dr. Herbert West
- Jason Barry es el Dr. Howard Phillips
- Simón Andreu es Warden Brando.
- Santiago Segura es Speedball.
- Carlos Giner es el prisionero.
- Elsa Pataky es Laura Olney.
- Lolo Herrero es el sargento Moncho.
- Enrique Arce es Cabrera.
- Bárbara Elorrieta es Emily Phillips.
- Raquel Gribler es la enfermera Vanessa.

## Lanzamiento
En el 2011 Arrow Video lanzó un DVD con la edición especial con las siguientes características:
- Comentarios del director Brian Yuzna
- Tráiler original
- Libro con las obras de arte originales hechas por Tom Hodge
- Póster desplegable de doble cara con algunas obras de arte.
- Folleto coleccionable
- Entrevista con Jeffrey Peines (autor y crítico)
- Extracto de HP La historia original de Lovercraft.

## Recepción
Rotten Tomatoes le dio a la película un rating de 5.2 sobre 10. All movie se refirió a la película como “un re-make del original”. Jonathan Holland se refirió como “ A veces choca pero no da miedo”.  Patrick Naugle dijo “Algo decepcionante” y Brad Miska la calificó con 2.5 /5 y se refirió a ella como “Una película divertida pero nada especial”